# Méguétan
Méguétan is een gemeente (commune) in de regio Koulikoro in Mali. De gemeente telt 25.400 inwoners (2009).